# جاستن دكورث
جاستن دكورث (بالإنجليزية: Justin Duckworth)‏ هو قسيس نيوزيلندي، ولد في 1968.